# Foltosszárnyú fogasfürj
A foltosszárnyú fogasfürj (Odontophorus capueira) a madarak osztályának tyúkalakúak (Galliformes) rendjébe és a fogasfürjfélék (Odontophoridae) családjába tartozó faj.

## Rendszerezése
A fajt Johann Baptist von Spix német biológus írta le 1825-ben, a Perdix nembe Perdix capueira néven.

## Előfordulása
Argentína északkeleti, Brazília délkeleti és Paraguay keleti részén honos. A természetes élőhelye szubtrópusi és trópusi síkvidéki esőerdők.

## Megjelenése
Testhossza 26,5–30 centiméter, testtömege a hímé 457 gramm, a tojóé 396 gramm.
|  |

## Életmódja
Bogyós gyümölcsökkel és diófélékkel táplálkozik.